# Jean-Claude Mantion
Pour les articles homonymes, voir Mantion (homonymie).
Jean-Claude Mantion est un officier français, membre de la Direction générale de la Sécurité extérieure (DGSE).
Il est installé par les autorités françaises auprès du chef d'État de la République centrafricaine André Kolingba entre 1981 et 1993 pour commander la Garde présidentielle. En fait, son influence était telle qu'il a été accusé d'être devenu un véritable « proconsul du pays », plus puissant même que Kolingba.